# Віндзор (переписна місцевість, Вермонт)
Віндзор (англ. Windsor) — переписна місцевість (CDP) в США, в окрузі Віндзор штату Вермонт. Населення — 2139 осіб (2020).

## Географія
Віндзор розташований за координатами 43°28′46″ пн. ш. 72°23′27″ зх. д. / 43.47944° пн. ш. 72.39083° зх. д. (43.479477, -72.390912).  За даними Бюро перепису населення США в 2010 році переписна місцевість мала площу 3,42 км², з яких 3,15 км² — суходіл та 0,28 км² — водойми.

## Демографія
Згідно з переписом 2010 року, у переписній місцевості мешкало 2066 осіб у 919 домогосподарствах у складі 523 родин. Густота населення становила 603 особи/км².  Було 1070 помешкань (313/км²).
Расовий склад населення:
| - 95,5 % — білих - 0,5 % — корінних американців - 0,5 % — чорних або афроамериканців - 0,5 % — азіатів |

До двох чи більше рас належало 2,7 %. Частка іспаномовних становила 1,8 % від усіх жителів.
За віковим діапазоном населення розподілялося таким чином: 22,4 % — особи молодші 18 років, 61,4 % — особи у віці 18—64 років, 16,2 % — особи у віці 65 років та старші. Медіана віку мешканця становила 40,3 року. На 100 осіб жіночої статі у переписній місцевості припадало 84,0 чоловіків;  на 100 жінок у віці від 18 років та старших — 83,3 чоловіків також старших 18 років.
Середній дохід на одне домашнє господарство  становив 49 872 долари США (медіана — 35 766), а середній дохід на одну сім'ю — 60 826 доларів (медіана — 56 083). За межею бідності перебувало 21,6 % осіб, у тому числі 28,7 % дітей у віці до 18 років та 5,5 % осіб у віці 65 років та старших.
Цивільне працевлаштоване населення становило 1009 осіб. Основні галузі зайнятості: освіта, охорона здоров'я та соціальна допомога — 30,9 %, роздрібна торгівля — 17,5 %, мистецтво, розваги та відпочинок — 10,5 %, виробництво — 8,5 %.